# Reformierte Kirche Strengelbach

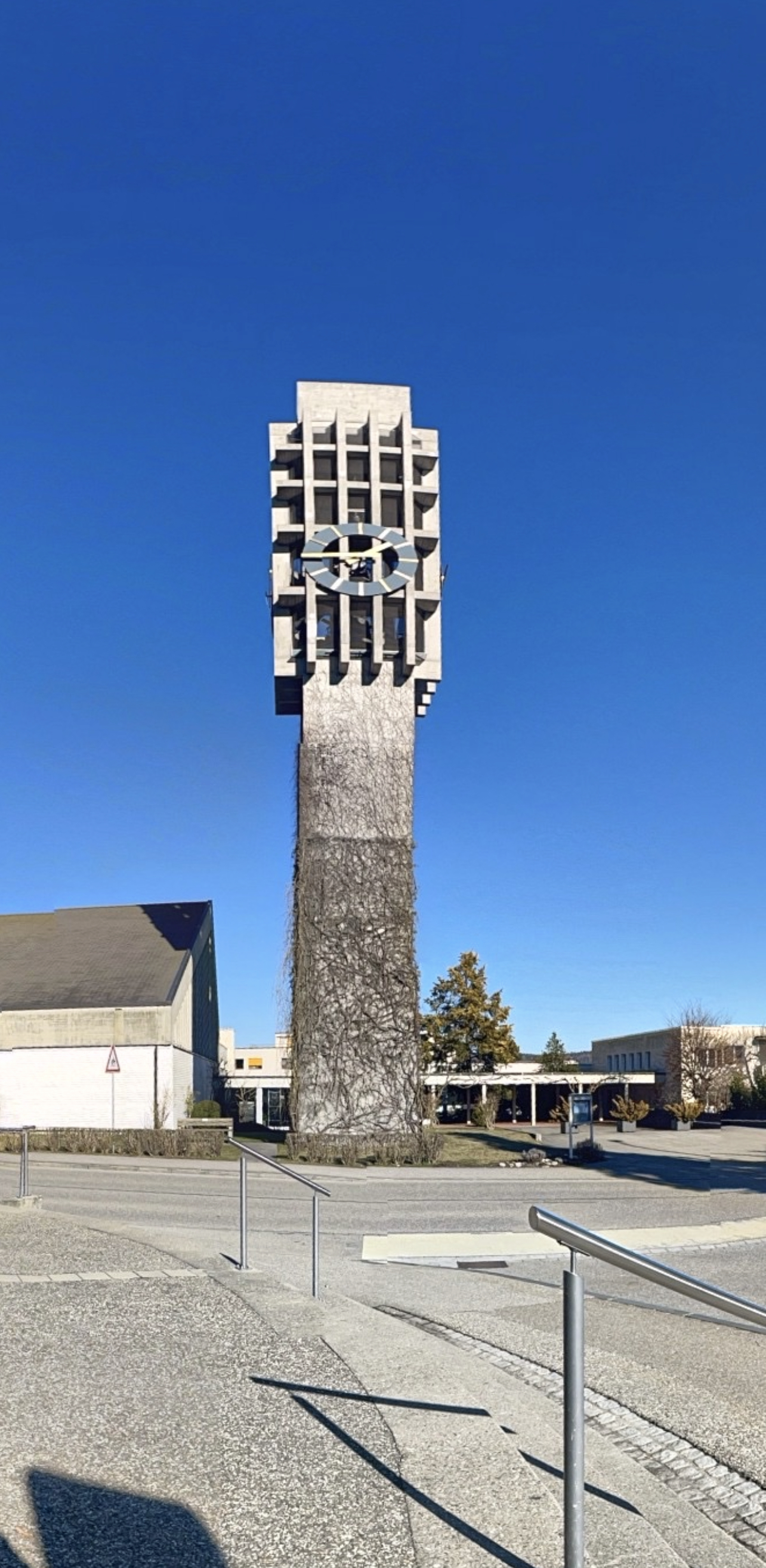
Turm der reformierten Kirche

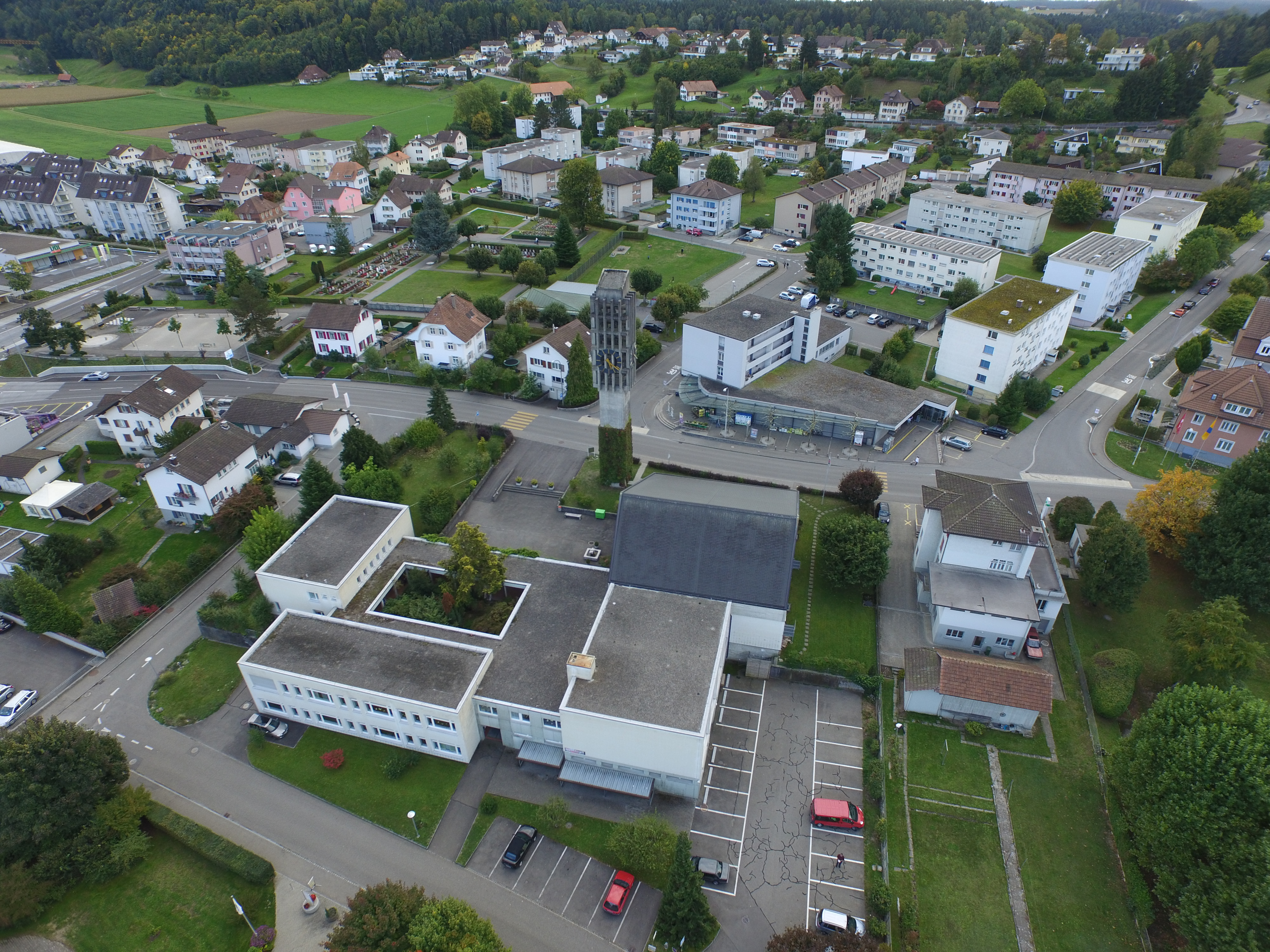
Luftaufnahme der Kirche

Die Reformierte Kirche Strengelbach ist die reformierte Dorfkirche in der Aargauer Gemeinde Strengelbach in der Schweiz. Sie ist eine der drei Kirchen der reformierten Kirchgemeinde Zofingen.

## Bau
Die Kirche wurde 1968 nach Plänen des Architekturbüros Dubach und Gloor realisiert. Sie ist ein Betonbau und umfasst neben dem Sakralraum auch Kirchgemeinderäume. Der untere Teil der Fassaden ist aussen mit weiss gestrichenen Ziegeln gemauert, der darüberliegende Teil ist in Sichtbeton ausgeführt, der auch die Kirchenfenster umschliesst. Der freistehende Glockenturm befindet sich einige Meter neben dem Gebäude.
Die Orgel wurde 1968 von Orgelbau Genf mit 22 Registern erbaut.